# Manutenção da paz

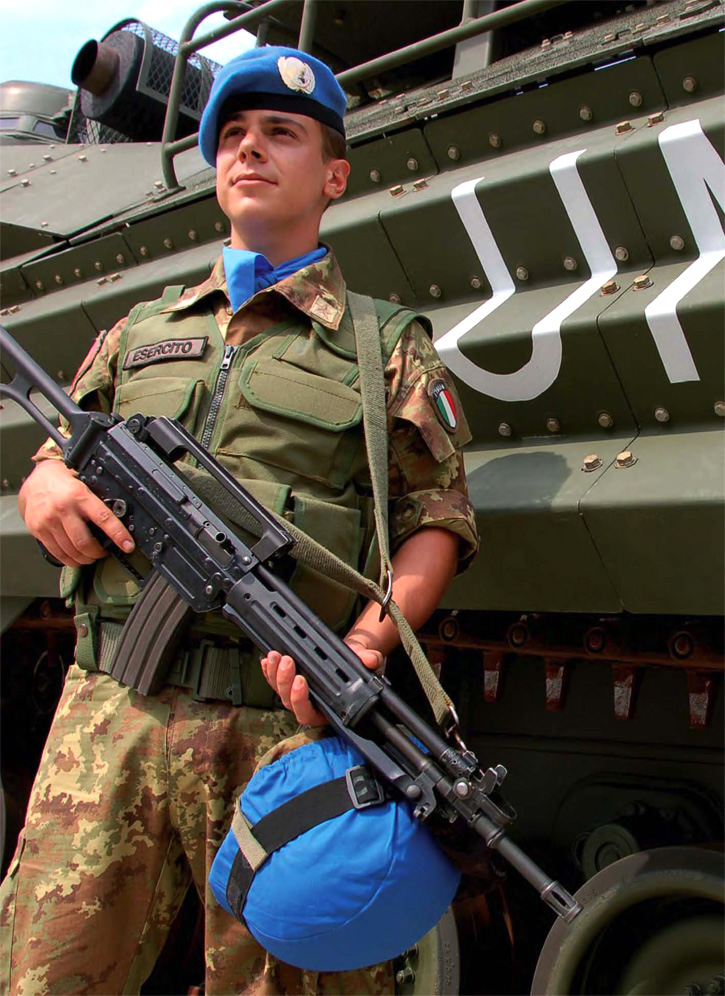
Um soldado italiano da Força de Manutenção da Paz no Líbano.

Manutenção da paz (em inglês:  peacekeeping) refere-se a atividades que tendem a criar condições que favoreçam a paz duradoura.
Dentro do grupo de governos dos Estados-nações e organizações das Nações Unidas (ONU)  há um entendimento geral de que, a nível internacional, as forças de manutenção de paz monitoram e observam os processos de paz em zonas pós-conflito, e podem auxiliar ex-combatentes na implementação dos compromissos do acordo de paz no qual se comprometeram. Essa assistência pode vir de várias formas, incluindo medidas de confiança, acordos de partilha de poder, assistência eleitoral, consolidação do Estado de direito e o desenvolvimento econômico e social. Assim, as forças de manutenção da paz das Nações Unidas (muitas vezes referida como Capacetes Azuis ou Boinas Azuis por causa de suas boinas ou capacetes azul claros) podem incluir soldados, oficiais de polícia e pessoal civil.
As Nações Unidas não são a única organização a implementar missões de paz. Outras forças de manutenção da paz incluem a missão da OTAN no Kosovo (a Força do Cóssovo, com a autorização das Nações Unidas) e a Multinational Force and Observers na Península de Sinai ou aquelas organizadas pela União Europeia como a EUFOR RCA (com autorização da ONU). O Nonviolent Peaceforce é uma ONG amplamente considerada como tendo experiência na pacificação geral por voluntários não-governamentais e ativistas.